# Marie Persson
Marie Persson (ur. 28 maja 1967) – szwedzka curlerka. Reprezentuje stołeczny Amatörföreningens Curlingklubb, wcześniej występowała w barwach Sundbybergs Curlingklubb.
Persson w parze z Göranem Carlssonem zdobyła mistrzostwo Szwecji par mieszanych w roku 2008. Reprezentowali Szwecję na Mistrzostwach Świata 2008. Zajęli pierwsze miejsce w swojej grupie w rundzie każdy z każdym. W półfinale ulegli jednak 4:6 Finom (Anne Malmi, Jussi Uusipaavalniemi), uplasowali się na najniższym stopniu podium pokonując 9:2 Norwegów (Linn Githmark, Tormod Andreassen).
W 2011 była trzecią w zespole Görana Carlssona na Mistrzostwach Europy Mikstów. Ekipa wygrała dwa mecze, sześć przegrała i ostatecznie została sklasyfikowana na 19. pozycji.
Uczestniczy w krajowej rywalizacji figur, sięgała po złote medale siedmiokrotnie (1996-1999, 2003, 2009, 2011).

## Drużyna
|           | Czwarty/-a     | Trzeci/-a     | Drugi/-a        | Otwierający/-a |
| --------- | -------------- | ------------- | --------------- | -------------- |
| 2009/2011 | Göran Carlsson | Marie Persson | Anders Eriksson | Hanna Maleus   |